# アルトヒュッテ
アルトヒュッテ (ドイツ語: Althütte) はドイツ連邦共和国バーデン＝ヴュルテンベルク州レムス＝ムル郡に属す町村（以下、本項では便宜上「町」と記述する）である。

## 地理

### 位置
アルトヒュッテは、自然地理区分上は、シュールヴァルトとヴェルツハイムの森およびシュヴァーベン＝フランケンの森山地に属す。両者はともにシュヴァーベン・コイパー＝リアス＝ラントの一部である。州指定の保養地であるこの町は、シュヴァーベン＝フランケンの森自然公園内の高度 334 m から 572 m に位置する。アルトヒュッテの最高地点であるゼクセルベルク近郊ホーエンシュタインは、ムルハルトの森の最高地点でもある。ムルハルトの森は、アルトヒュッテを含むシュヴァーベン＝フランケンの森山地の一部である。

### 隣接する市町村
アルトヒュッテは、北はムルハルト、東はカイザースバッハ、南はルーダースベルク、西はヴァイサハ・イム・タールおよびアウエンヴァルトと境を接している（以上、いずれもレムス＝ムル郡）。

### 自治体の構成
アルトヒュッテは、アルトヒュッテ地区とゼクセルベルク地区からなる。

### 土地利用
| 土地用途別面積 | 面積 (km2) | 占有率 |
| -------------- | ---------- | ------ |
| 住宅地         | 1.07       | 5.9 %  |
| 産業用地       | 0.14       | 0.7 %  |
| レジャー用地   | 0.20       | 1.1 %  |
| 交通用地       | 0.89       | 4.9 %  |
| 農業用地       | 6.89       | 37.9 % |
| 森林           | 8.60       | 47.4 % |
| 水域           | 0.04       | 0.2 %  |
| その他の用地   | 0.33       | 1.8 %  |
| 合計           | 18.15      |        |

出典: Statistisches Landesamt Baden-Württemberg

## 歴史

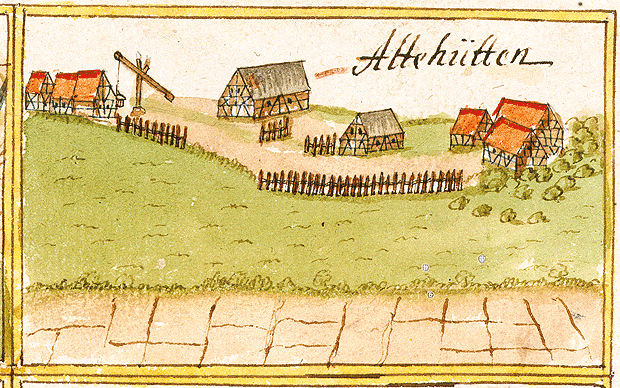
アンドレアス・キーザーの1685年の森林登録簿に描かれたアルトヒュッテ

### 中世
1027年に初めて記録されたゼクセルベルク集落は、おそらく800年頃に成立し、14世紀にヴュルテンベルクのアムト・エーバースベルクに編入された。
アルトヒュッテに属す小集落では、ルッツェンベルクが1407年、カレンベルクが1408年、シェルヒュッテが1459年に初めて記録されている。1819年にアルトヒュッテの町が形成されるまで、現在アルトヒュッテに属す村落は、ウンターヴァイサハの指揮・裁判権下にあった。地区名のアルトヒュッテは、シュヴァーベン＝フランケンの森の他の集落名と同様に、語尾の「ヒュッテ」(-hütte) がガラス工房 (Glashütte) でのフォレストガラス製造を表している。この村落は、1459年に最初の記録が遺り、16世紀末頃まで存続していたガラス工房に由来する。このガラス工房はライヒェンベルク城の附属施設であった。ガラス工房の遺構は、発掘によって見つかっている。
地元住民は、特にピッチフォークの製造に特化しており、1855年には約4万本を製造した。

### 近世・近代
アルトヒュッテの町は、ゼクセルベルクと同じく、1819年に創設された。この2つの町はともにオーバーアムト・バックナング、1938年以降はバックナング郡に属した。この町は1918年まではヴュルテンベルク王国の一部であり、それ以後ヴュルテンベルク自由人民州、1945年から1952年までヴュルテンベルク＝バーデン州に属した。
ゼクセルベルクは、1971年7月1日にアルトヒュッテに合併した。バックナング郡は、1973年にヴァイブリンゲン郡と合併してレムス＝ムル郡となった。

## 行政

### 町議会
アルトヒュッテの町議会は、選挙で選ばれた14人の名誉職の議員と、議長を務める町長で構成されている。町長は町議会において投票権を有している。

### 姉妹自治体
- オーバーティリアハ（ドイツ語版、英語版）（オーストリア、チロル州）[8]

## 経済と社会資本

### 交通
町内を州道 L1119号線と L1120号線が通っている。最寄りのアウトバーンのインターチェンジは、約 32 km 離れたグロースボットヴァールにある A81号線のムンデルスハイム・インターチェンジである。
公共の近郊旅客交通は、路線バスによって確保されている。路線バスはシュトゥットガルト大都市圏内は交通・運賃連盟の統一料金が適用されている。
最寄りの駅は、ヴァイブリンゲン - シュヴェービッシュ・ハル＝ヘッセンタール線のムルハルト駅（約 11 km）とバックナング駅（約 15 km）である。

### 自転車道
ファウトシュパッハ集落をドイツ・リーメス自転車道が通っている。この自転車道は、ライン川沿いのバート・ヘニンゲンからドナウ川沿いのレーゲンスブルクまで、オーバーゲルマニッシュ＝レティシャー・リーメス沿いの全長 818 km の自転車道である。